# Grantha
Pismo grantha (tamil: கிரந்த ௭ழுத்து, malajalam: ഗ്രന്ഥലിപി, sanskryt: ग्रन्थ grantha (księga, manuskrypt) – starożytny system pisma używany do końca XIX w. w południowych Indiach do zapisywania sanskrytu. Prawdopodobnie wywodzi się z pisma brahmi.
Obecnie użycie pisma grantha jest ograniczone do kręgów najbardziej ortodoksyjnych oraz z okazji ceremonii religijnych namakarana (nadawanie imienia dziecku), ślubów i kremacji.

## Przykład tekstu sanskryckiego w piśmie grantha

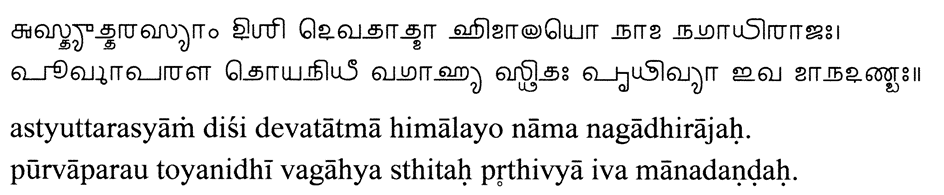
Fragment z poematu Kumarasambhawa autorstwa Kalidasy